# Cadet Éliphene
Cadet Éliphène (ur. 10 sierpnia 1980) – haitański piłkarz występujący na pozycji napastnika. Zawodnik klubu Tempête FC.

## Kariera klubowa
Éliphène zawodową karierę rozpoczynał w 2005 roku w zespole Aigle Noir AC. W 2006 roku odszedł do AS Capoise, a w 2007 roku trafił do Tempête FC. W sezonach 2008, 2009 oraz 2010 wywalczył z nim mistrzostwo fazy Ouverture (sezon otwarcia).

## Kariera reprezentacyjna
W reprezentacji Haiti Éliphène zadebiutował w 2004 roku. W 2007 roku został powołany do kadry na Złoty Puchar CONCACAF. Zagrał na nim w meczach z Gwadelupą (1:1) i Kostaryką (1:1), a Haiti zakończyło turniej na fazie grupowej.